# Alter jüdischer Friedhof (Zeltingen)
Der alte jüdische Friedhof Zeltingen liegt in Zeltingen-Rachtig, einer Ortsgemeinde im Landkreis Bernkastel-Wittlich in Rheinland-Pfalz. Der jüdische Friedhof an einem Hang „Im Entgelter“ ist ein geschütztes Kulturdenkmal.

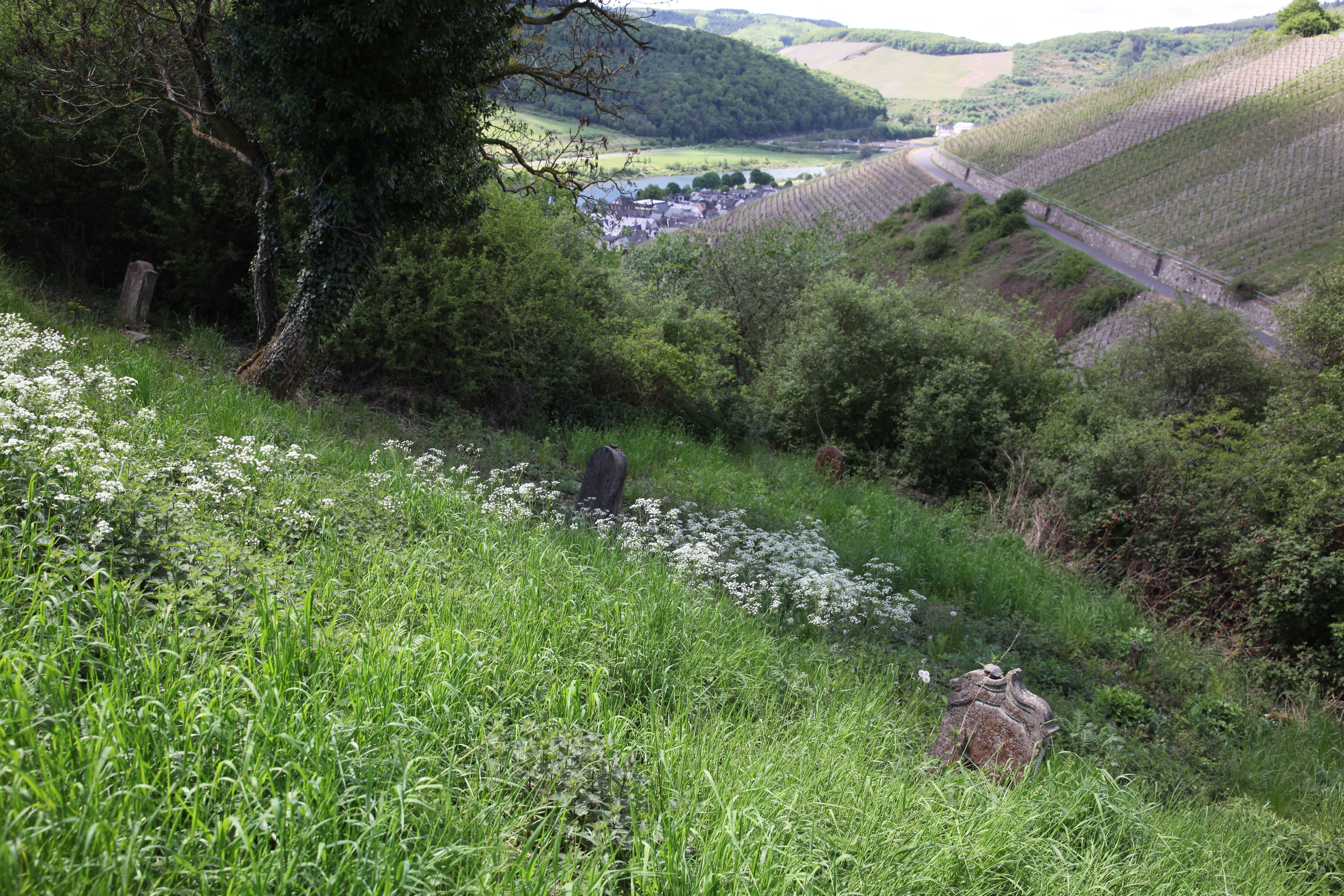
Alter Jüdischer Friedhof in Zeltingen

## Geschichte
In Zeltingen bestand seit dem 18. Jahrhundert bis 1938/39 eine jüdische Gemeinde. 1808 lebten in dem Dorf fünf jüdische Familien mit 33 Personen. Um 1850 hatte Zeltingen 46 jüdische Einwohner, etwa vier Prozent der Gesamtbevölkerung. 1895 lebten in Zeltingen und Rachtig 78 jüdische Personen, um 1924 waren es 54. Nach 1933 sind alle 48 Mitglieder der jüdischen jüdischen Gemeinde auf Grund der Folgen des wirtschaftlichen Boykotts, der zunehmenden Entrechtung und der Repressalien weggezogen beziehungsweise ausgewandert. 1939 verließ der letzte jüdische Einwohner seinen Heimatort.
In Zeltingen gibt es einen alten und einen neuen jüdischen Friedhof. Der alte jüdische Friedhof wurde im 19. Jahrhundert bis etwa 1876 belegt. Er liegt nördlich des Ortes an einem Hang oberhalb der katholischen Kirche St. Stephanus und der Weinberge des Oberbachtales „Im Engelter“. Der Friedhof war von Gebüsch und Bäumen völlig zugewachsen und wurde erst 2013 wieder freigelegt.
Auf dem Friedhof sind sechs Grabsteine (Mazewot) vorhanden. Die Inschriften auf den Grabsteinen sind alle in hebräischer Schrift.